# Rhopalomyia euthamiae
Rhopalomyia euthamiae är en tvåvingeart som först beskrevs av George Ledyard Stebbins 1910.  Rhopalomyia euthamiae ingår i släktet Rhopalomyia och familjen gallmyggor. Inga underarter finns listade i Catalogue of Life.